# Joanna (film 1934)
Joanna (Carolina) è un film del 1934 diretto da Henry King. La sceneggiatura si basa sul lavoro teatrale The House of Connelly di Paul Green, messa in scena a Broadway il 28 settembre 1931 da Lee Strasberg e Cheryl Crawford.

## Produzione
Le riprese del film, prodotto dalla Fox Film Corporation, iniziarono ai primi di novembre 1933.
The House of Connelly fu la prima produzione teatrale del Group Theatre. Lo Hays Office non volle che il titolo del testo originale venisse usato per il film a causa del tema della storia del lavoro teatrale, quello della mescolanza delle razze, argomento che non compare nella sceneggiatura e che non viene toccato nel film perché, come dichiarò lo stesso Henry King, "non era necessario all'economia della storia".

## Distribuzione
Il copyright del film, richiesto dalla Fox Film Corp., fu registrato il 2 febbraio 1934 con il numero LP4468.
Il film uscì nelle sale cinematografiche USA il 2 febbraio 1934.